# Señor Smoke
Señor Smoke – drugi album Electric Six wydany w 2005 roku. Płytę promował kontrowersyjny teledysk do coveru utworu "Radio Ga Ga" Queen, w którym frontman E6 Dick Valentine jako duch Freddiego Mercury'ego tańczył nad jego własnym grobem.

## Spis utworów
1. "Rock And Roll Evacuation"
2. "Devil Nights"
3. "Bite Me"
4. "Jimmy Carter"
5. "Pleasing Interlude I"
6. "Dance Epidemic"
7. "Future Boys"
8. "Dance-A-Thon 2005"
9. "Be My Dark Angel"
10. "Vibrator"
11. "Boy Or Girl?"
12. "Pleasing Interlude II"
13. "Radio Ga Ga"
14. "Taxi To Nowhere"
15. "Future Is In The Future"